# Garcinia travancorica
Garcinia travancorica är en tvåhjärtbladig växtart som beskrevs av Richard Henry Beddome. Garcinia travancorica ingår i släktet Garcinia och familjen Clusiaceae. Inga underarter finns listade i Catalogue of Life.